# Mạc Ngọc Liễn
Mạc Ngọc Liễn (chữ Hán: 莫玉璉, 1528-1594) là một quan chức triều Mạc, người xã Dị Nậu, huyện Thạch Thất, Hà Nội, Việt Nam.

## Tiểu sử
Mạc Ngọc Liễn nguyên có tên là Nguyễn Ngọc Liễn (阮玉璉), là con của Thái sư Tây quốc công Nguyễn Kính – công thần khai quốc nhà Mạc. Do cha con Nguyễn Kính có công lao lớn với nhà Mạc nên anh em Ngọc Liễn thảy ba người đều được ban họ vua. Mạc Ngọc Liễn đồng thời còn là phò mã nhà Mạc, tức hôn phu của công chúa Mạc Thị Ngọc Lâm.

## Vì chúa bỏ cậu
Mạc Ngọc Liễn lớn lên thời kỳ Đại Việt chia cắt Nam Bắc triều: phía bắc là nhà Mạc, phía nam từ Thanh Hoá là nhà Lê trung hưng.
Năm 1546, Mạc Hiến Tông mất, con là Phúc Nguyên còn nhỏ lên thay, tức là Mạc Tuyên Tông. Khiêm vương Mạc Kính Điển là người được Hiến Tông chọn làm phụ chính. Trong triều xảy ra biến loạn: Tứ Dương hầu Phạm Tử Nghi muốn lập người em của Mạc Thái Tông là Hoằng vương Mạc Chính Trung (con thứ hai của Mạc Thái Tổ) đã trưởng thành nhưng Mạc Kính Điển không thuận, quyết phò Phúc Nguyên lên ngôi. Tử Nghi bèn cùng Chính Trung khởi binh nổi loạn. Nguyễn Ngọc Liễn cùng cha đứng về phía Mạc Kính Điển, dốc sức phò tá vua nhỏ Tuyên Tông, trường kỳ đánh bại Tử Nghi năm 1551.
Năm 1549, do công phò tá Mạc Phúc Nguyên, cha con Nguyễn Ngọc Liễn trở thành công thần hàng đầu ngoài hoàng tộc nhà Mạc, được cải sang họ vua. Mạc Kính làm thái úy Tây quốc công, Mạc Ngọc Liễn được phong làm Ngạn quận công.
Năm 1550, trong khi chưa dẹp xong Mạc Chính Trung thì trong triều lại xảy ra biến loạn khác. Thái tể Lê Bá Ly bất mãn với nhà Mạc, cùng thông gia là Nguyễn Thiến mang gia quyến gồm các tướng Nguyễn Quyện, Lê Khắc Thận chạy vào Thanh Hóa hàng theo nhà Lê. Sang năm 1552, cậu Ngọc Liễn là Nguyễn Khải Khang cũng mang quân sang hàng Lê.
Vợ Nguyễn Kính, mẹ Ngọc Liễn lại là con gái Nguyễn Thiến, chị của Nguyễn Khải Khang. Nhà Mạc bị tổn thất nặng về nhân sự, nhân tâm dao động, quân Lê-Trịnh thừa cơ hợp binh với chúa Bầu ở Tuyên Quang là Vũ Văn Mật tiến đánh. Ngọc Liễn cùng cha và anh là Hữu Mệnh vẫn tận lực giúp Mạc Kính Điển phò tá Mạc Tuyên Tông, đốc suất quân sĩ chống cự. Quân Lê-Trịnh không đánh nổi phải rút lui.
Tháng 8 năm 1557, Lê Bá Ly và Nguyễn Thiến chết. Anh em Nguyễn Quyện và Nguyễn Miễn bỏ trốn về hàng nhà Mạc, nhưng Khải Khang và Lê Khắc Thận không về. Tháng 9 năm 1558, nhà Mạc sai thổ dân ở Mỹ Lương trá hàng Khải Khang để dụ, rồi lừa bắt Khải Khang mang về. Mạc Tuyên Tông sai dùng hình xé xác Khải Khang. Năm 1549, khi Khải Khang còn ở bên Mạc cũng từng được ban họ Mạc và tước Thái úy Đoan quốc công. Lê Khắc Thận tới tháng 8 năm 1572 cũng lại chạy về phía nhà Mạc.

## Nam chinh
Tháng 1 năm 1575, Mạc Ngọc Liễn cùng Khiêm vương Mạc Kính Điển mang quân đánh Nam triều ở Thanh Hoá. Kính Điển đánh hai huyện Thuỵ Nguyên và Yên Định, Ngọc Liễn đánh hai huyện Đông Sơn và Lôi Dương. Cùng lúc đó Kính Điển sai cậu Ngọc Liễn là Nguyễn Quyện và Hoàng quận công Mạc Đăng Lượng đánh Nghệ An. Tháng 8 năm 1575, trong khi Quyện, Mạc Đăng Lượng đánh thắng quân Lê thì Vũ Sư Thước cùng cháu Nguyễn Khải Khang là Nguyễn Hữu Liêu lại đánh thắng quân Mạc. Kính Điển và Ngọc Liễn rút quân về.
Tháng 4 năm 1576, Mạc Ngọc Liễn lại cùng Mạc Kính Điển đánh Thanh Hoá lần nữa. Lần này Kính Điển đánh Thuỵ Nguyên còn Ngọc Liễn đánh Yên Định và lại chia quân cho Nguyễn Quyện, Mạc Đăng Lượng đánh phá Nghệ An. Sau một thời gian đánh phá không chiếm được lại lui về.
Tháng 10 năm 1578, Mạc Ngọc Liễn mang quân đánh chúa Bầu Vũ Công Kỷ ở châu Thu Vật thuộc Tuyên Quang nhưng bị thua trận, phải lui binh.
Tháng 7 năm 1580, ông cùng Nguyễn Quyện và Hoàng quận công Mạc Đăng Lượng mang quân vào đánh phá ven biển Thanh Hoá một trận nữa.
Tháng 10 năm 1580, Khiêm vương Kính Điển mất. Đến mùa thu năm 1581, em út của Kính Điển là Mạc Đôn Nhượng thay làm Phụ chính. Mạc Ngọc Liễn trở thành đại thần quan trọng bậc nhất nhà Mạc. Ông được phong Đà quốc công năm 1584. Tuy nhiên, Đôn Nhượng không đủ tài năng và uy tín như Kính Điển nên quân Nam triều dần dần chiếm ưu thế.
Tháng 10 năm 1587, chủ soái Nam triều là Trịnh Tùng mang quân bắc tiến, theo đường Thiên Quan và phủ Thiên Trường. Khi quân Lê tới Mỹ Lương, ông được lệnh cùng cậu Nguyễn Quyện chia quân ra cự. Ngọc Liễn ra Ninh Sơn đánh mang vào bên tả, Nguyễn Quyện ra đường Chương Đức đánh bên hữu. Trịnh Tùng sai Nguyễn Hữu Liêu cầm cự với Ngọc Liễn, Hoàng Đình Ái về giữ Thanh Hoá, còn đích thân Trịnh Tùng cự với Nguyễn Quyện. Ngọc Liễn đang cầm cự thì nghe tin Nguyễn Quyện bị bại trận, bèn rút quân về. Nhưng Trịnh Tùng sau khi đánh phá huyện Thạch Thất cũng không thể ở lại lâu, phải thu quân về Thanh Hoá.

## Đại chiến kinh thành
Cuối năm 1589, Mạc Đôn Nhượng lại vào đánh Thanh Hoá nhưng thất bại. Trong khi đó, vua Mạc Mậu Hợp không chú trọng tới chính sự, nhà Mạc ngày càng suy yếu.
Cuối năm 1591, Trịnh Tùng khởi đại quân đánh ra Bắc. Mạc Mậu Hợp huy động toàn quân Bắc triều hơn 10 vạn người, sai Mạc Ngọc Liễn giữ Tây đạo, Nguyễn Quyện giữ Nam đạo, tự Mậu Hợp cũng tham gia đi trung quân. Ngày 27 tháng 12 năm 1591, quân Mạc đi đến Phấn Thượng gặp quân Lê, cùng dàn trận. Mạc Ngọc Liễn bên phải, Nguyễn Quyện bên trái. Hai bên đánh nhau to từ hôm đó sang đầu năm sau, tới ngày 3 tháng 1 năm 1592, quân Mạc thua trận. Mạc Mậu Hợp bỏ kinh thành chạy sang Bồ Đề, để Mạc Ngọc Liễn và các tướng ở lại chống giữ.
Ông lĩnh quân bản bộ giữ từ cửa Bảo Khánh tới cửa Nhật Chiêu, Trần Bách Niên và Bùi Văn Khuê giữ từ Cầu Da tới Cầu Dền; Nguyễn Quyện giữ từ Mạc Xá sang phía Đông kinh thành.
Ngày 6 tháng giêng, hai bên hỗn chiến một trận ác liệt nữa. Trịnh Tùng tiến đến gò tập bắn (Giảng Võ, Hà Nội) bày trận, chia đường cho các tướng tiến đánh. Trần Bách Niên và Bùi Văn Khuê thua trận bỏ chạy, Nguyễn Quyện đặt phục binh không kịp trỗi dậy nên bị bắt và tới ngày 4 tháng 11 nhuận năm 1593 chết trong ngục; Mạc Ngọc Liễn cô thế phải bỏ luỹ rút lui. Thăng Long thất thủ.
Tháng 3 năm 1592, Trịnh Tùng san phẳng thành luỹ Thăng Long rồi lại phải rút về Thanh Hoá.
Mạc Mậu Hợp trở về kinh thành lại hưởng lạc như cũ, định giết tướng Bùi Văn Khuê để chiếm vợ ông này là Nguyễn Thị Niên (con gái thứ ba của Nguyễn Quyện). Văn Khuê bèn sang hàng Nam triều. Sau khi đánh tan quân Nam đạo của Nghĩa quốc công nhà Mạc thì liên tiếp hơn 10 tướng Mạc sang hàng Lê. Tình hình nhà Mạc ngày càng nguy cấp, khi đó trong triều chỉ còn trông cậy vào một mình Mạc Ngọc Liễn.
Ngày 14 tháng 11, quân Nam triều chia hai đường thủy lục cùng đánh từ Hát Giang. Mạc Ngọc Liễn dàn chiến thuyền chống cự, trồng cột gỗ dưới lòng sông, đắp luỹ trên bờ cố thủ. Sau đó luỹ bị quân Nam triều phá, ông bỏ thuyền chạy về núi Tam Đảo, quân Mạc tan vỡ. Mạc Mậu Hợp bỏ kinh thành chạy về Kim Thành (Hải Dương). Ngày 25 tháng 11, Trịnh Tùng đánh vào Kim Thành. Mạc Mậu Hợp thua trận bỏ chạy, không lâu sau bị quân Nam triều bắt sống và xử tử.

## Tái lập họ Mạc
Biết tin Mạc Mậu Hợp thua trận, Mạc Ngọc Liễn bèn bỏ trốn, mưu lập tông thất nhà Mạc nối dõi khôi phục. Tháng 3 năm 1593, ông gặp được con Khiêm vương Kính Điển là Mạc Kính Cung ở Văn châu, bèn lập làm vua, lấy niên hiệu là Càn Thống.
Lúc đó nhân tâm phía bắc còn nhớ nhà Mạc nên nhiều vùng Hải Dương, Kinh Bắc, Thái Nguyên sau khi thất thủ lại nhanh chóng quy phục vua mới họ Mạc. Họ Mạc mang quân về đánh tới, lấy lại bờ bắc sông Hồng.
Ngày 21 tháng 3 năm 1593, Trịnh Tùng lại điều quân đi đánh. Các con Ngọc Liễn là Lập quận công, Đông Sơn hầu và Phù Cao hầu (Sử không chép rõ tên) thua trận đầu hàng nhà Lê, đến tháng 7 năm này lại trốn về theo Mạc. Lập quận công trốn không thoát bị giết.
Tháng 1 năm 1594, Mạc Ngọc Liễn mang Mạc Kính Cung chạy về An Bắc.
Tháng 2 năm 1594, Trịnh Tùng sai Hoàng Đình Ái đánh tới, quân Mạc thua trận. Mạc Ngọc Liễn cùng Kính Cung bỏ chạy sang phủ Tư Minh ở nhờ đất nhà Minh.

## Lời trăng trối cuối cùng
Tháng 5 năm 1594, Kính Cung cử ông làm thái phó, mang quân về chiếm cứ Yên Tử (Quảng Ninh) rồi đánh phá Vĩnh Lại. Trịnh Tùng sai Nguyễn Hoàng mang quân tới đánh. Quân Mạc thua trận, chạy sang đất Trung Quốc. Kính Cung chạy vào Long châu, còn Ngọc Liễn chạy về Vạn Ninh.
Tháng 7 năm 1594, Mạc Ngọc Liễn ốm nặng, khi sắp mất ông để thư lại dặn vua Mạc Kính Cung như sau:
| “ | "Nay khí vận nhà Mạc đã hết, họ Lê lại trung hưng, đó là số trời. Dân ta là người vô tội mà khiến để phải mắc nạn binh đao, ai nỡ lòng nào! Chúng ta nên lánh ra ở nước khác, nuôi dưỡng uy lực, chịu khuất đợi thời, chờ khi nào mệnh trời trở lại mới làm được, chứ không thể lấy lực chọi với lực. Khi hai con hổ tranh nhau, tất phải có một con bị thương, không có ích gì cho công việc. Nếu thấy quân họ đến đây thì chúng ta nên tránh đi, chớ có đánh nhau với họ, cốt phòng thủ cẩn thận là chính; lại chớ nên mời người Minh vào trong nước ta mà để dân ta phải lầm than đau khổ, đó cũng là tội lớn không gì nặng bằng.. | ” |

Ông mất ngày 2 tháng 7 âm lịch năm đó. Sau khi ông qua đời, con ông là phò mã Đông Sơn hầu chạy sang Long châu, theo Mạc Kính Cung tiếp tục chống chính quyền Lê-Trịnh. Mạc Kính Cung và các vua Mạc sau tiếp tục làm theo lời dặn của ông, tranh thủ sự ủng hộ của nhà Minh để cát cứ ở đất Cao Bằng nhưng tuyệt nhiên không mượn quân Minh sang đánh nhà Hậu Lê.

## Dấu tích
Một làng ở xã Hưng Đạo, huyện Hoà An, tỉnh Cao Bằng mang tên là làng Đà Quận, tức là đặt theo chức Đà quận công của Mạc Ngọc Liễn. Nhân dân tại đây có dựng chùa Đà Quận để tưởng nhớ ông. Hội chùa Đà Quận diễn ra vào ngày 9 tháng giêng hằng năm.
Tương truyền thuở sinh thời, khi chiến tranh còn chưa ác liệt, Mạc Ngọc Liễn cùng phu nhân Mạc Thị Ngọc Lâm đã đại tu Linh Tiên Quán (làng Cao Thượng, xã Đức Thượng, huyện Hoài Đức, tỉnh Hà Tây) vào năm Giáp Thìn (1544). Đây là di tích gắn liền với tể tướng Lữ Gia nhà Triệu nước Nam Việt. Trước đây, Linh Tiên quán đã nhiều lần được sửa chữa nhưng tới lần tu sửa do ông thực hiện đã để lại cho đời sau một công trình văn hóa quy mô và bề thế bằng gỗ như ngày nay.
Ngoài ra, ông còn là người tu bổ đền Lũng ở Dâu (Thuận Thành, Bắc Ninh) thờ Sĩ Nhiếp, người được xem là ông tổ Hán học ở Việt Nam. Đền Lũng được xây dựng quy mô to lớn từ khi Mạc Ngọc Liễn thực hiện, với 5 toà nhà liền nhau, hai bên tả hữu có lầu, phía trước là hồ nhỏ có cầu đá bắc qua, bên ngoài dựng Môn Lâu, ngoài nữa sát sông Dâu là Vọng Giang Lâu.

## Nhận định
Mạc Ngọc Liễn xứng đáng là con của danh tướng Nguyễn Kính. Hai đời cha con ông phò tá cả năm đời vua nhà Mạc, từ lúc bắt đầu tới khi kết thúc một triều đại. Sau Mạc Kính Điển, có lẽ Mạc Ngọc Liễn là chỗ dựa lớn nhất của nhà Mạc thời hậu kỳ. Mạc Ngọc Liễn một đời tận trung với nhà Mạc, dù vật đổi sao dời vẫn không lay chuyển lòng trung. Do Mạc Mậu Hợp bỏ bê chính sự, làm hỏng cơ nghiệp của cha ông, Mạc Ngọc Liễn dù tận tâm cũng không thể cứu vãn.
Các sử gia ngày nay đánh giá rất cao lời thư trăng trối của ông. Về mặt chiến thuật với họ Mạc, đó là mưu kế"tẩu vi thượng sách", phải tránh thế mạnh của kẻ địch. Chiến thuật đó là hợp lý đối với phe yếu như tương quan lực lượng giữa Lê và Mạc thời kỳ sau. Vua tôi họ Mạc nhờ theo kế của ông đã giữ Cao Bằng trong mấy đời, gần 100 năm nữa sau khi ông mất.
Nhưng lớn lao hơn, các sử gia nhìn nhận lời trăng trối của ông là lời dặn của người có trách nhiệm với đất nước, với dân tộc. Trước đây thái thượng hoàng Mạc Đăng Dung phải chấp nhận nỗi nhục trói mình hàng nhà Minh để tránh hoạ xâm lăng của phương Bắc (mà nhà Mạc nếu đương đầu khó tránh khỏi số phận như nhà Hồ) và dường như điều đó tác động lớn tới tư tưởng của Mạc Ngọc Liễn. Ông thấm thía bài học về hậu quả đô hộ, dù chỉ 20 năm (1407-1427) của nhà Minh trước đây, quá nặng nề cho đất nước. Suốt gần 200 năm từ khi nhà Lê thành lập tới khi trung hưng (1428-1593), binh hoả liên miên, các nhân vật cao cấp của các chính quyền cai trị chỉ say sưa chiến trận và bảo vệ quyền lợi của mình; nhưng trong đó đã loé sáng lời dặn của Mạc Ngọc Liễn. Trong quãng thời gian dài đó, sau Nguyễn Trãi, tới tận khi nhà Mạc mất mới lại có một đại thần biết lo tới nỗi thống khổ của nhân dân Đại Việt về nạn binh đao và hoạ ngoại xâm, biết đặt lợi ích của nhân dân lên trên lợi ích của mình.
Nhà Mạc sau Thái Tổ và Thái Tông không có thêm vua giỏi, nhưng có các bầy tôi như Mạc Kính Điển, Mạc Ngọc Liễn cứu vãn hình ảnh nhà Mạc. Dù thua trận, mất quyền cai trị, nhà Mạc không cố giành lại ngôi vị bằng mọi giá. Đặt lợi ích của nhân dân Đại Việt lên trên lợi ích của mình, điều này Mạc Ngọc Liễn nói riêng và các vua Mạc (thời cát cứ Cao Bằng) nói chung đã tỏ ra cao thượng hơn vua tôi nhà Lê thắng trận lúc đó và nhà Nguyễn sau này. Các vua Lê, vua Nguyễn khi bị mất ngôi liền tức tốc chạy đi nhờ viện binh nước ngoài về diệt kẻ thù trong nước. Nhà Mạc theo lời dặn của ông đã biết cách rút lui khỏi chính trường và không để lại sự oán thán, chê trách của hậu thế.
Tác giả Trần Gia Phụng trong bài viết:"Những cuộc đổi họ lớn trong lịch sử"có đoạn bình luận về lời trăng trối của ông:
| “                | Đây không phải lời nói suông trong cảnh trà dư tửu hậu, nhưng đây là tâm huyết của một con người sắp nằm xuống trong cơn hoạn nạn cùng cực vì mất nước. Suốt trong lịch sử Việt Nam, chúng ta thường được nghe những lời nói của Trần Hưng Đạo, Trần Bình Trọng, Đặng Dung, hào hùng như vó ngựa tổ tiên, nhưng ít khi được đọc những dặn dò như Mạc Ngọc Liễn - nhân bản, đầy tình tự dân tộc không khác gì lời ru êm ái trong những câu ca dao mộc mạc. | ” |
| — Trần Gia Phụng | |   |